# 콜트 싱글 액션 아미
콜트 싱글 액션 아미(영어: Colt Single Action Army)는 1873년 콜트에서 개발한 싱글 액션 방식의 리볼버 권총이다. 싱글 액션 아미를 줄인 SSA, 첫 생산 연도를 딴 M1873, 제조사 모델인 모델 P 등으로 불리기도 한다. 민간에서는 이퀄라이저(Equalizer) 또는 피스메이커(Peacemaker)라고 불렀다. "신이 인간을 만들었지만 사람을 평등하게 하는 것은 콜트"라는 말과 평화를 위해 믿을 것은 총뿐이라는 신념이 들어간 이 별칭들은 19세기 후반 불안정했던 미국 서부의 사회상이 반영되어 있다. 한국에서는 콜트식 육혈포로 불렸는데 탄약통을 장전할 수 있는 회전식 약실이 여섯 개이기 때문이다. 코트 싱글 액션 아미는 1872년 미국 정부의 제식 권총으로 개발을 시작하여 1873년 첫 라트가 실전 배치되었고 1892년까지 미군의 제식 권총으로 사용되었다.
콜트 싱글 액션 아미는 총의 구경과 총열 길이가 서로 다른 30 여 종이 생산되었다. 콜트사는 1873년형 모델의 생산을 두 번이나 중단했지만, 대중적 인기에 힘입어 지금까지도 꾸준히 생산되고 있다. 목장주, 법률 집행관과 같은 사람들 뿐만 아니라 무법자 같은 범죄자에 이르기까지 다양한 사람들이 사용해 왔다. 그러나 21세기 초 이후 콜트 싱글 액션 아미는 실재 사용을 위한 것이기 보다는 수집가들의 소장용으로 거래된다.
"피스메이커"는 아메리카나를 대표하는 수집 품목이다. 가장 인기가 있는 것은 미국 기병대를 위해 제작된 총열 길이 7.5 인치 전체 길이 13 인치의 초기 버전이다.

## 역사
회전식 약실을 사용하는 권총인 리볼버에 대한 특허는 롤린 화이트가 가지고 있었고(미국 특허 #12,648, April 3, 1855) 스미스 & 웨슨이 이 특허에 대한 권리를 행사하고 있었기 때문에 콜트사는 금속 탄피가 도입되어 특허권을 회피할 수 있게 된 1869년 4월이 되어야 리볼버 개발을 시작하였다. 콜트사는 당시 자사의 가장 뛰어난 개발자였던 윌리엄 메이슨과 찰스 브링커호프 리처드스에게 설계를 맡겼고 둘은 여러 종의 흑색 화약을 사용하는 리볼버를 선보였다. 1872년 미국 정부가 미군의 제식 권총으로 사용할 리볼버에 대한 시제품 개발을 의뢰하였고, 두 개발자는 정부 요구 사항을 반영하여 1873년 싱글 액션 형식의 군용 권총을 만들게 되었다. 이렇게 만들어진 권총이 콜트 싱글 액션 아미로 군용 모델명은 M1873 이었다. 기존의 군용 리볼버가 종이 탄약통을 쓴 것과 달리 금속으로 된 탄약통을 도입하였기 때문에 "신규 군용 금속 카트리지 리볼버 권총"이라고 불렸다.
총기 번호 1번의 첫 싱글 액션 아미는 오랫동안 행방을 알 수 없다가 1900년대 초 뉴햄프셔 나수아의 헛간에서 발견되었다. 이 총이 사용한 .45 콜트 탄약통은 40 그레인 (2.6 g)의 잘 정제된 흑색 화약을 담았고 중앙 격발식으로 기폭되었으며 뭉툭한 형태의 총알을 발사하였다. 이 시기 다른 권총들과 비교하면 가장 강력한 총탄이었다.
콜트 싱글 액션 아미는 스미스 & 웨슨이 1870년 생산을 시작한 스미스 & 웨슨 모델 3 "스코필드 리볼버"나 콜트가 이전에 시판하고 있던 권총인 콜트 아미 모델 1860을 대체하였다. 스미스 & 웨슨은 여전히 미군이 가장 선호하는 총기 회사였지만, 싱글 액션 아미의 등장으로 순위가 뒤바뀌게 되었다. 1892년 .38 롱 콜트 탄약통을 채용하고 약실 실린더를 옆으로 밀어 재장전할 수 있도록 한 후속 모델 콜트 M1892의 등장까지 콜트 싱글 액션 아미는 군대에서 가장 많이 사용되는 제식 권총이었다. 1874년 말 총기 일련번호는 16000에 이르렀고 12,500 정 이상이 군대와 민간에 팔렸다.

## 1세대 (1873년 – 1941년)

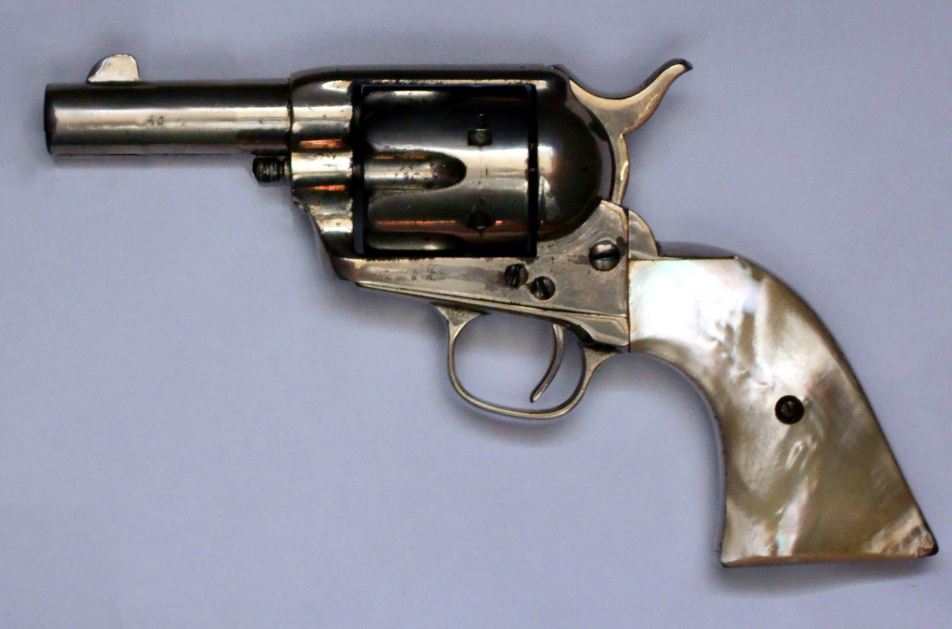
콜트 보안관 모델, 3 인치 총열

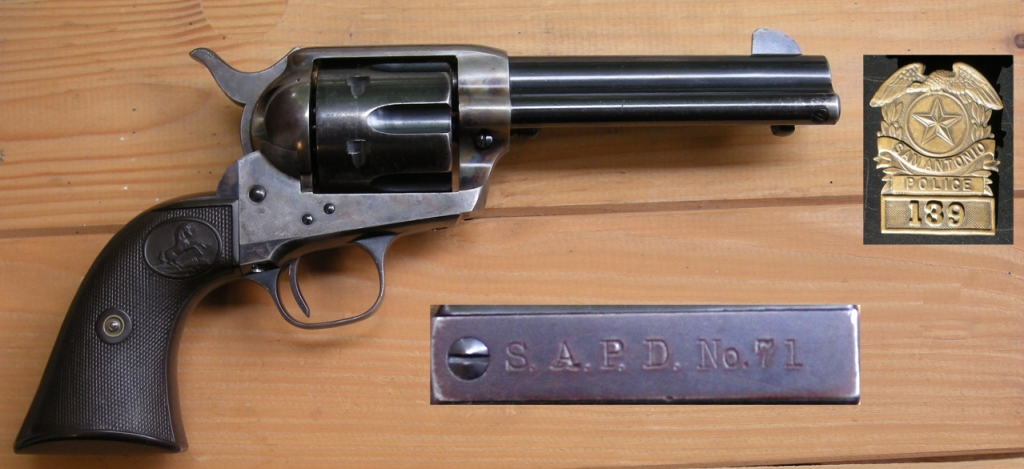
샌안토니오 경찰서의 배지와 콜트 싱글 액션 아미

콜트 싱글 액션 아미는 총열 길이가 서로 다른 3 종의 원형이 있다. 총열 길이를 기준으로 4+3⁄4 인치, 5+1⁄2 인치, 그리고 기병대 용으로 제작되어 유명해진 7+1⁄2 인치가 있다. 가장 짧은 4+3⁄4 인치는 "민간용" 또는 "총잡이용"으로 불렸고 중간 길이의 5+1⁄2 인치는 포병대 용이었다. 공식 모델보다 더 짧아 총열 길이가 4인치 미만이었던 권총은 "보안관용", "은행 보안용", "점포 지킴이"와 같은 다양한 별칭으로 불렸다.
콜트 싱글 액션 아미의 정식 탄약은 .45 콜트였지만, 1875년에서 1880년 사이 콜트는 이보다 작은 .44 헨리탄을 사용하는 것을 별도의 일련 번호를 붙여 제작하였다. 이 권총의 일련번호는 1863번까지 이어졌다.
1890년에서 1898년 사이에는 끝이 평평한 가늠쇠를 교체할 수 있도록 제작한 "플랫탑 타겟 모델" 914 정이 제작되었다.
1896년 일련번호 164,100부터 약실 실린더를 보다 쉽게 교체할 수 있도록 나사로 풀게 되어 있던 고정봉을 스프링 장치가 달린 베이스 핀으로 바꾸었다. 그리고 1900년 일련번호 192,000부터 무연 화약을 사용하는 탄환으로 바뀌었다. 1920년 격발 공이치기의 홈을 보다 분명히 보이도록 키웠다. 이 최종 형태는 2차 대전이 시작되고 콜트가 제작 중단을 결정할 때까지 유지되었다.
1873년에서 1940년까지 만들어진 콜트 싱글 액션 아미는 357,859 정으로 1세대 모델 또는 2차 세계 대전 이전에 제작되었다는 의미에서 "전전"(戰前) 모델이라고 부른다. 이후 생산이 중단되었다가 다시 제작되기 시작한 모델은 2세대 또는 "전후" 모델이다. 1세대 모델의 총열 구경은 .22 림파이어탄 용에서 .476 엘리탄 용까지 서른 가지가 넘는다. 이 가운데 대략 절반에 해당하는 158,884 정이 .45 콜트 탄을 사용하도록 제작되었고 그 뒤를 이어 .44-40 윈체스터 중앙격발식 탄을 사용한 것이 71,392 정, .38-40 탄을 사용한 것이 50,520 정, .32-20 윈체스터 탄을 사용한 것이 43,284 정, .41 콜트 탄을 사용한 것이 19,676 정 순이다.

### 군용 리볼버
1873년에서 1891년 사이에 제작된 기병대용 또는 포병용 싱글 액션 아미 원형은 상태가 좋기만 하다면 종류를 가리지 않고 수집가들 사이에서 인기가 높다. 총기 검수관이었던 오빌 우드 에인스워스이나 헨리 네틀턴가 검수한 것은 1만 달러를 넘는 가격에 거래 된다. 에인스워스가 검수한 콜트 싱글 액션 아미 가운데는 제7기병연대가 리틀빅혼 전투에서 사용하였던 권총도 있다. 일련번호 4500-7527 사이의 것들이다. 싱글 액션 아미에는 검수관의 이니셜이 새겨져 있어 누가 검수한 것인지 구분할 수 있다. 가장 많은 기병대용 콜트 리볼버를 검수한 사람은 데이비드 F. 클락이다. 1880년에서 1887년 사이 클락이 검수한 리볼버에는 그의 이니셜 D.F.C 가 새겨져 있다.
1870년대 중반 미군은 스미스 & 웨슨의 .45 구경 스코필드 리볼버를 대량으로 구매하였다. 그런데 같은 .45 구경 탄을 사용하는 콜트 싱글 액션 아미는 스코필드 리볼버용 탄을 사용할 수 있었지만, 반대의 경우는 사용할 수 없었다. 스코필드 리볼버의 약실이 짧아서 .45 콜트 탄이 들어가지 않았기 때문이다. 정부는 보다 긴 콜트 탄의 구매를 중단하고 스미스 & 웨슨의 탄으로 전량 교체했지만, 스코필트 리볼버는 얼마 지나지 않아 퇴출되어 민수용으로 전환되었다.
1893년 미국 기병대는 .45 콜트 싱글 액션 아미를 .38 구경 콜트 M1892 더블 액션 아미 리볼버로 교체하였다. 그러나 당시 보병과 포병은 여전히 싱글 액션 아미를 제식 권총으로 사용하고 있었다.
기병대가 사용을 중단한 이후 1895년에서 1896년 사이 미국 연방 정부는 2천 정의 싱글 액션 아미를 콜트사로 반품하여 재생하도록 하였다. 7+1⁄2 인치 총렬을 그대로 유지한 8백 정과 5+1⁄2 인치 총렬로 교체한 1천2백 정이 뉴욕 민병대로 공급되었다. 1898년 같은 방식으로 스프링필드 병기창에서 1만4천9백 정의 싱글 액션 아미 리볼버를 재생하였다. 이 리볼버들은 총렬을 대체하였기 때문에 "대체 리볼버"(Altered Revolver)라고 불렸는데, 하필 첫 지급 대상이 포병이어서 "포병(Artillery) 리볼버"로 더 알려지게 되었다.
포병 싱글 액션은 경포병, 보병, 의용 기병대 그 외 여러 부대에서 사용되었는데 싱글 액션 아미의 후속으로 보급된 콜트 M1892가 .38 탄을 사용하여 위력이 줄어들었기 때문이다. 같은 이유로 1898년 있었던 스페인-미국 전쟁의 일선 부대들도 .45 포병 리볼버를 사용하였고, 이듬해인 1899년의 필리핀-미국 전쟁에서도 사용되었다. 스페인과의 전쟁에서 시어도어 루즈벨트가 속한 의용 기병대 러프 라이더스는 이 .45 구경 포병용 싱글 액션 아미를 차고 산후안 언덕 전투를 치렀다.
포병 싱글 액션은 재생품이기 때문에 총기의 각종 표지도 뒤섞여 있다. 총신에는 애초의 일련번호가 표시되고 O.W.A 나 D.F.C와 같이 검수자의 이니셜이 새겨져 있고, 교체된 부품에는 K 표지가 새겨져 있다. 손잡이에는 재생 총의 검수자였던 라이널도 A. 카르의 이니셜 RAC가 새겨져 있다.

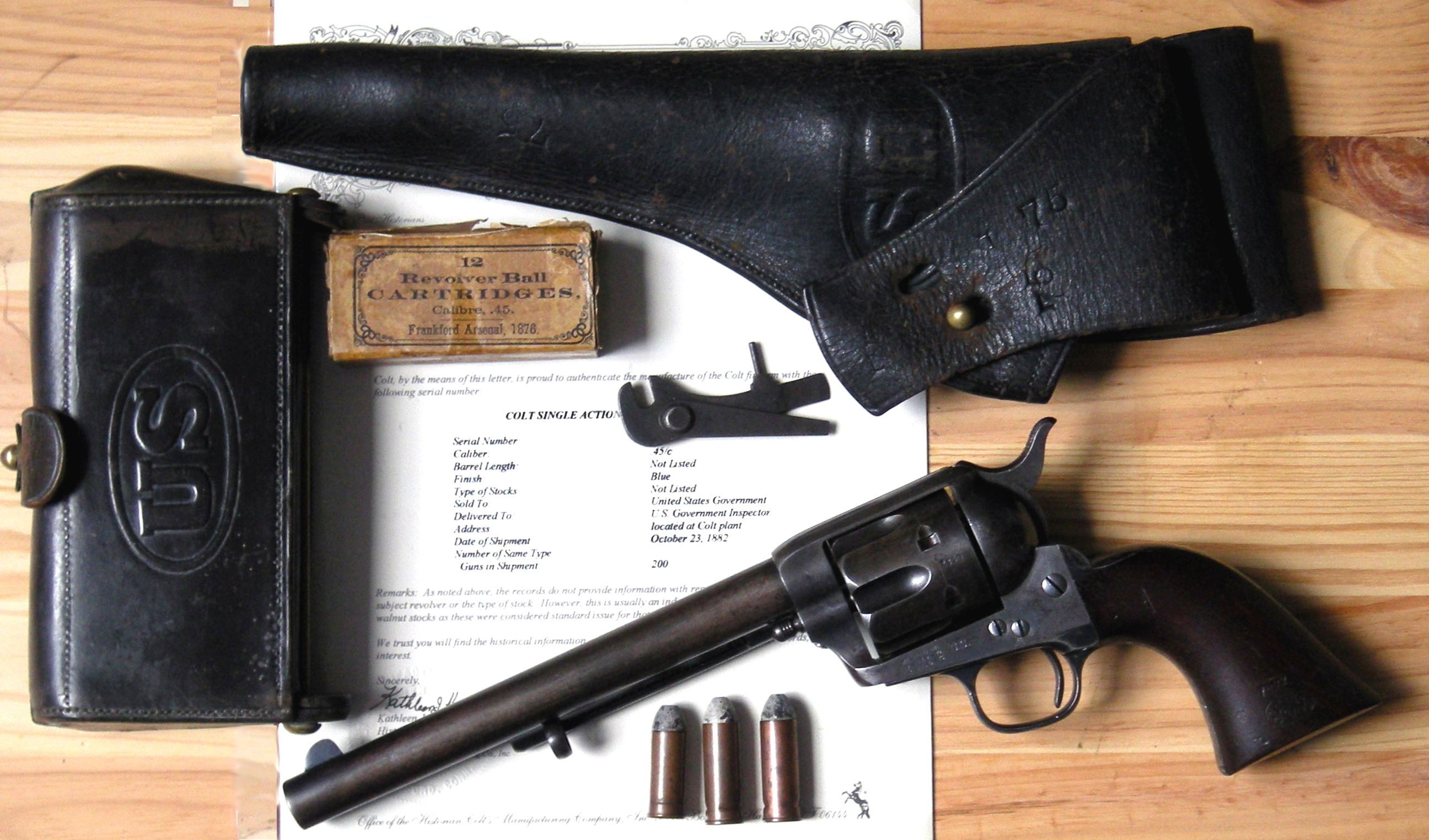
1873년 콜트 싱글 액션 아미 기병대 모델
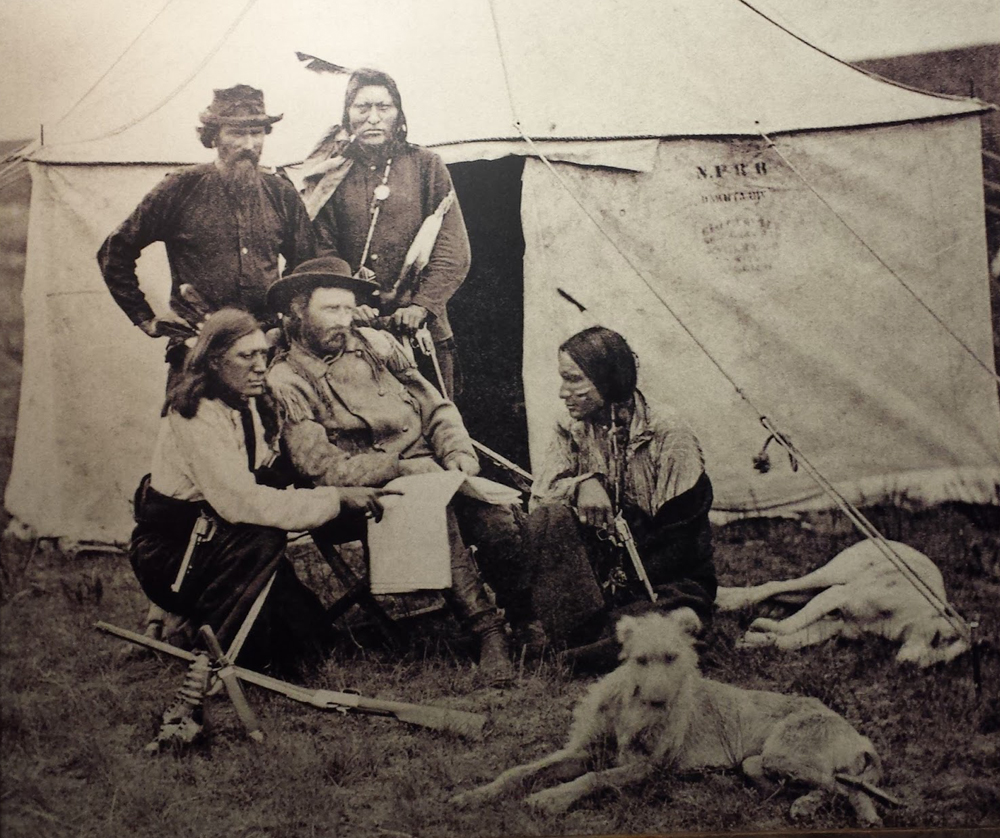
블랙힐스에서 정찰 중인 조지 암스트롱 커스터. 인디언 요원이 콜트 리볼버를 지니고 있다.
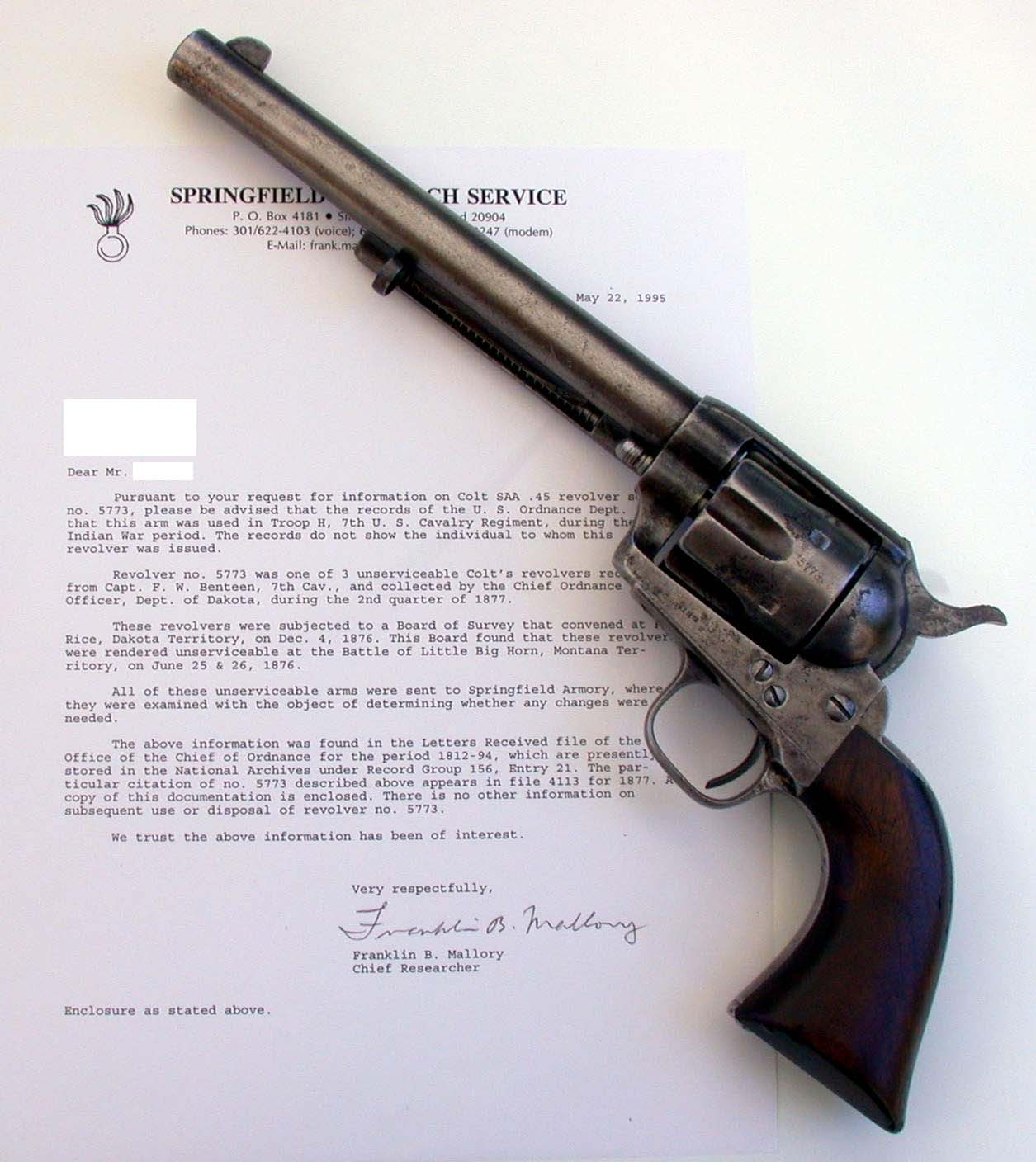
총기번호 5773 .45 콜트 싱글 액션 아미. 제7기병연대에 보급된 것이다.
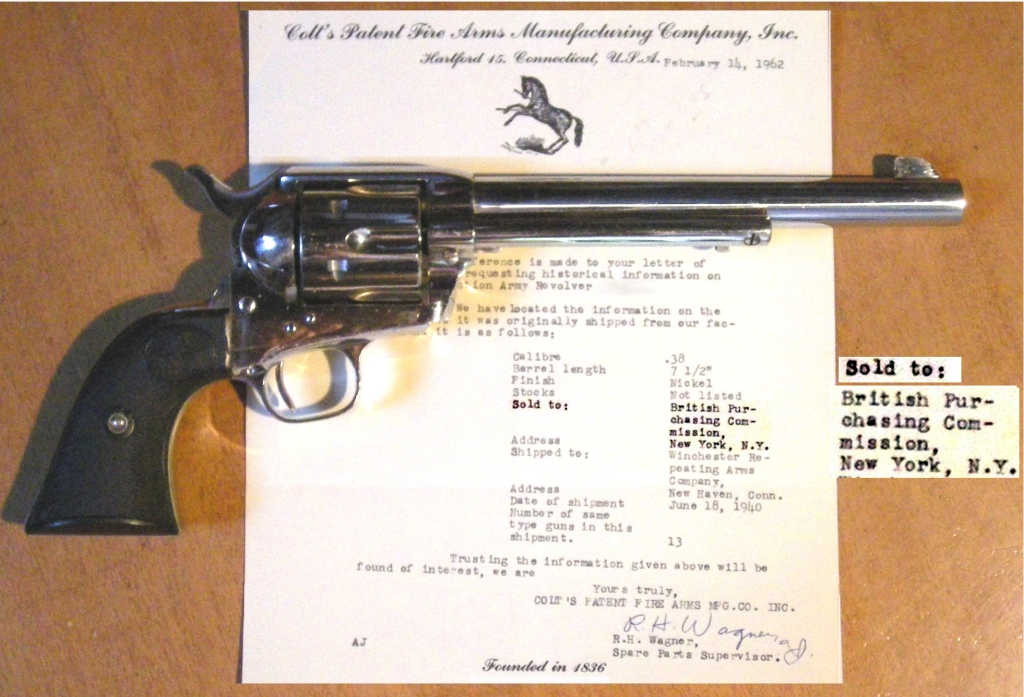
1940년 영국 본토 항공전에 사용된 .38 콜트 싱글 액션 아미
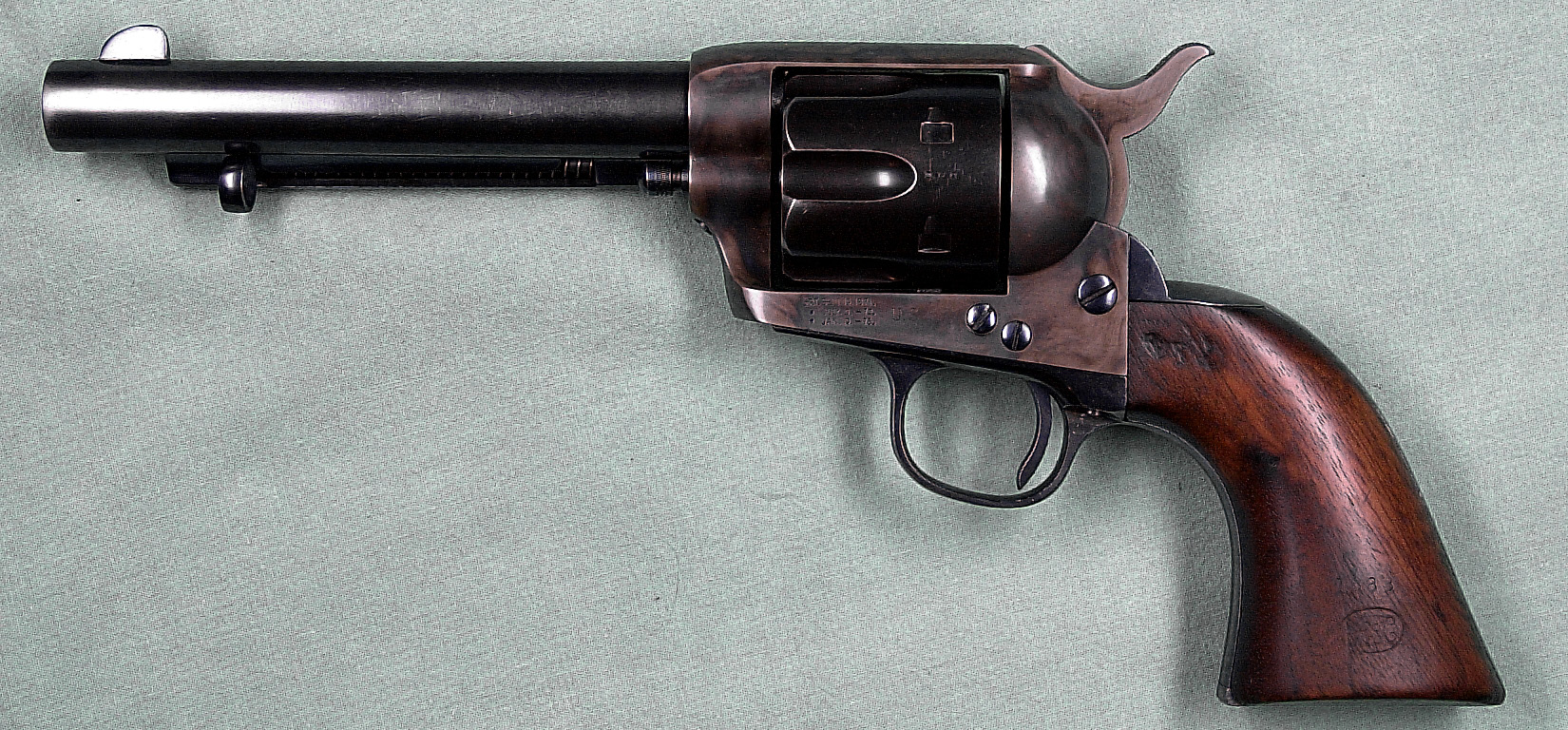
콜트 싱글 액션 아미 포병용 모델

### 콜트 프론티어 식스슈터

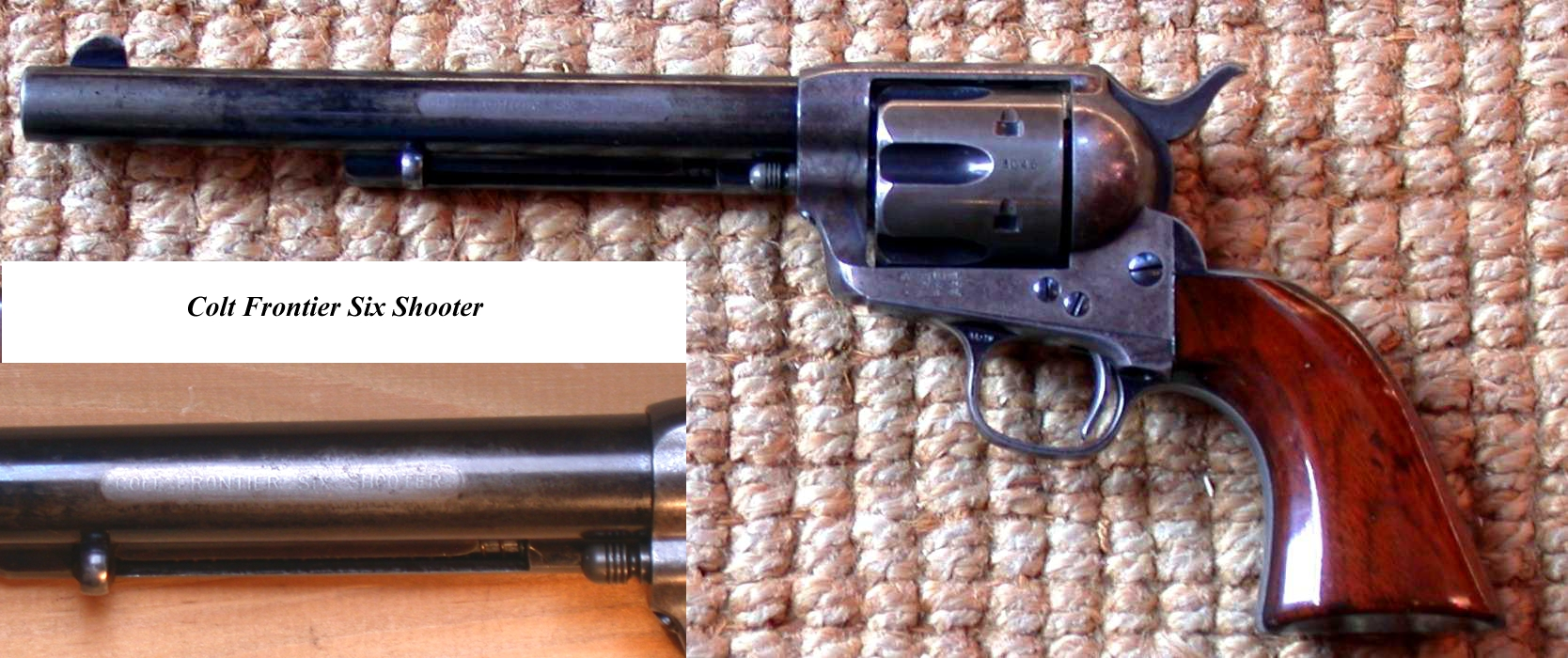
"프론티어 식스슈터"가 식각된 1884년 리볼버

콜트 프론티어(Colt Frontier, 콜트 개척자) 또는 프론티어 식스슈터(Frontier Six-Shooter, 개척자 육연발)는 .45 콜트 탄 대신 .44-40 윈체스터 탄을 사용할 수 있도록 약실을 개조한 콜트 싱글 액션 아미이다. 따라서 프론티어 식스슈터는 윈체스터 라이플과 탄환을 함께 쓸 수 있었다. 콜트 프론티어 식스슈터는 콜트사의 실제 정식 모델명이었고 총렬 왼쪽에 모델명을 식각하였다. 이 모델은 1877년부터 생산되었고 1889년부터 보다 장탄이 쉽도록 약실 실린더를 옆으로 밀어 꺼낼 수 있게 하였는데, 이 방식은 싱글 액션 아미의 후속작인 콜트 M1878 더블 액션 아미도 채용하였다. 콜트 프론티어 식스슈터의 최종 형태는 비슬리 1895 모델에 이르러 완성되었다.
.44-40 탄을 사용한 리볼버의 생산은 당시 같은 탄을 쓰고 있던 윈체스터 라이플 M1873 이 엄청난 성공을 거두고 있었기 때문이다. 탄약을 구입하기 쉽지 않은 서부의 상황에서 같은 종류의 탄약으로 권총과 소총을 모두 쓸 수 있다는 것은 큰 이점이었다. .44-40 탄은 윈체스터 라이플 M1873에 이은 M1892도 계속해서 사용했기 때문에 이 두 소총과 콜트 프론티어 식스슈터는 이른바 "올드 웨스트"(old west, 옛 서부)의 상징으로 자리잡게 된다. 이를테면 오케이 목장의 결투를 배경으로 한 영화 《오케이 목장의 결투》에 등장하는 "카우보이"들이 사용하는 무기들이 바로 이런 조합으로 구성되어 있다. 윈체스터가 .38-40 이나 .32-20 탄을 사용하는 라이플을 만들 때마다 이와 호환되는 리볼버 역시 생산되었다.

### 비슬리 모델

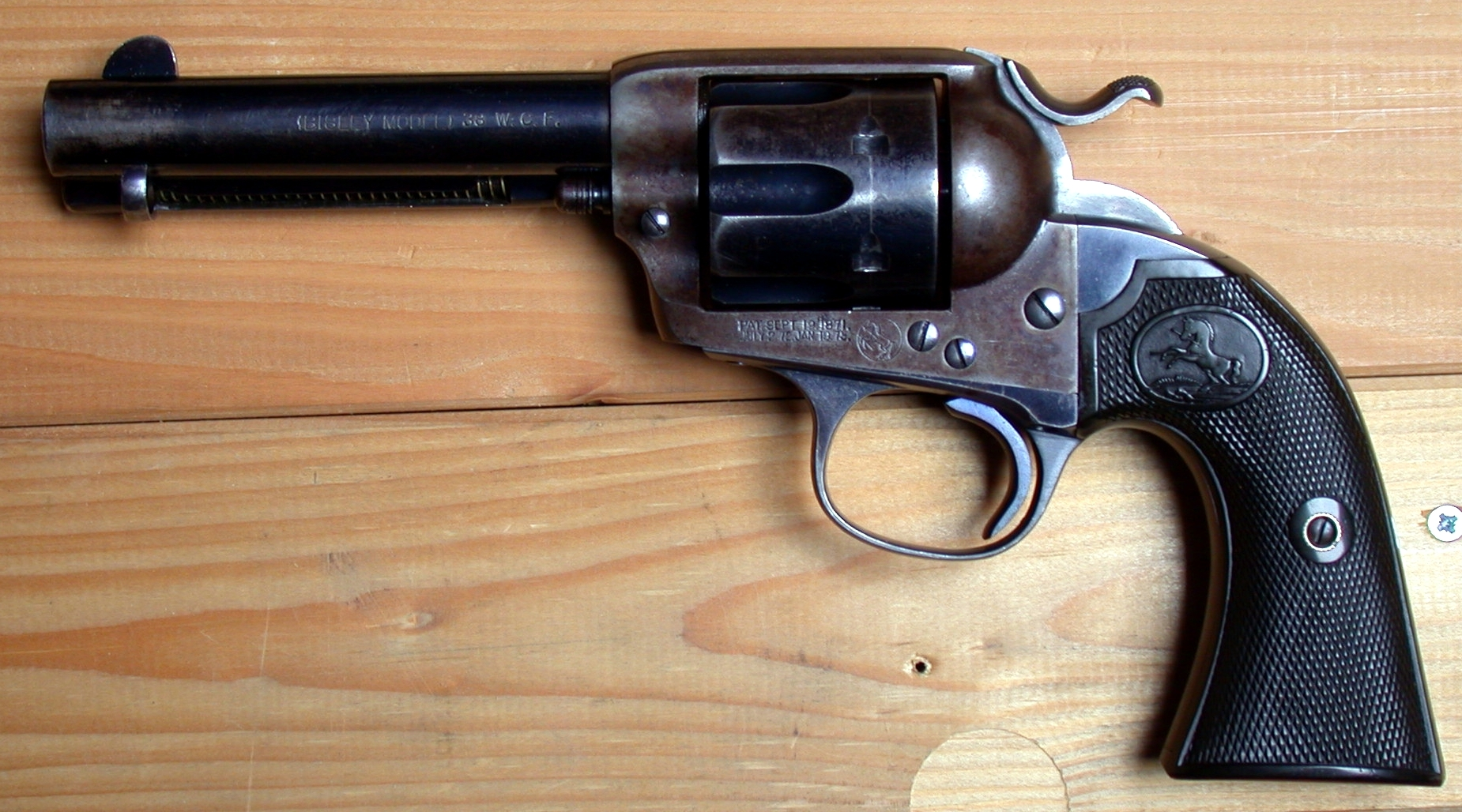
콜트 비슬리 모델 .38-40 WCF, 애리조나주 비스비의 구리 광산인 코퍼 퀸 마인에 1904년 납품되었다.

콜트 비슬리는 스포츠 사격용으로 1894년 개발된 리볼버이다. 비슬리라는 이름은 잉글랜드 서리주 비슬리에 있는 유명한 사격장인 영국 국립 사격장에서 비롯되었다. 기존의 싱글 액션 아미와 구분되는 특징은 손잡이, 방아쇠, 공이치기가 더 커졌다는 것이다. 가늠쇠도 평평한 형태로 바꾸고 좀 더 총열의 뒷부분으로 이동시켰고 약실 실린더를 개방할 수 있는 고정봉을 총열 아래에 부착시켰다.
메인스프링이나 공이치기와 같은 부품들이 원래의 싱글 액션 아미에 비해 컸기 때문에 호환되지 않았다. 총기 일련번호는 방아쇠울 위쪽의 총신에 새겼다.
비슬리의 일련번호는 싱글 액션 아미와 통합하여 관리되었고 156300 번에서 331916 번 사이의 값을 갖는다. 161376 번 이후로는 총열 왼쪽에 "비슬리 모델"이라는 식각을 넣었다. 다른 싱글 액션 아미 계열의 모델들처럼 .32-20, .38-40, .45 콜트, .44-40, .41 콜트와 같이 다양한 탄을 사용하는 하위 모델들이 있었고 영국 표준인 .450 엘리 탄이나 .455 엘리 탄을 사용하는 것도 있었다. 비슬리는 1912년까지 제작되었으며 총 생산 수량은 44,350 정이다. 총기 번호 331916은 생산된 지 제법 시간이 흐른 1차 대전 이후에야 납품되었다. 영국에서는 주로 스포츠 사격에 사용된 것과 달리 미국 내에서 판매된 비즐리는 대부분 호신용이었다. 기존의 리볼버 보다 손잡이와 공이치기가 커서 빠르게 쥐고 사격할 수 있었기 때문이다.
현존하는 비슬리 가운데 62% 가량은 4+3⁄4 인치 총렬이고, 나머지는 5+1⁄2, 7+1⁄2 인치 등이다. 구경은 .32/20 과 .38/40 구경이 60%를 차지한다.

### 번틀라인 스페셜

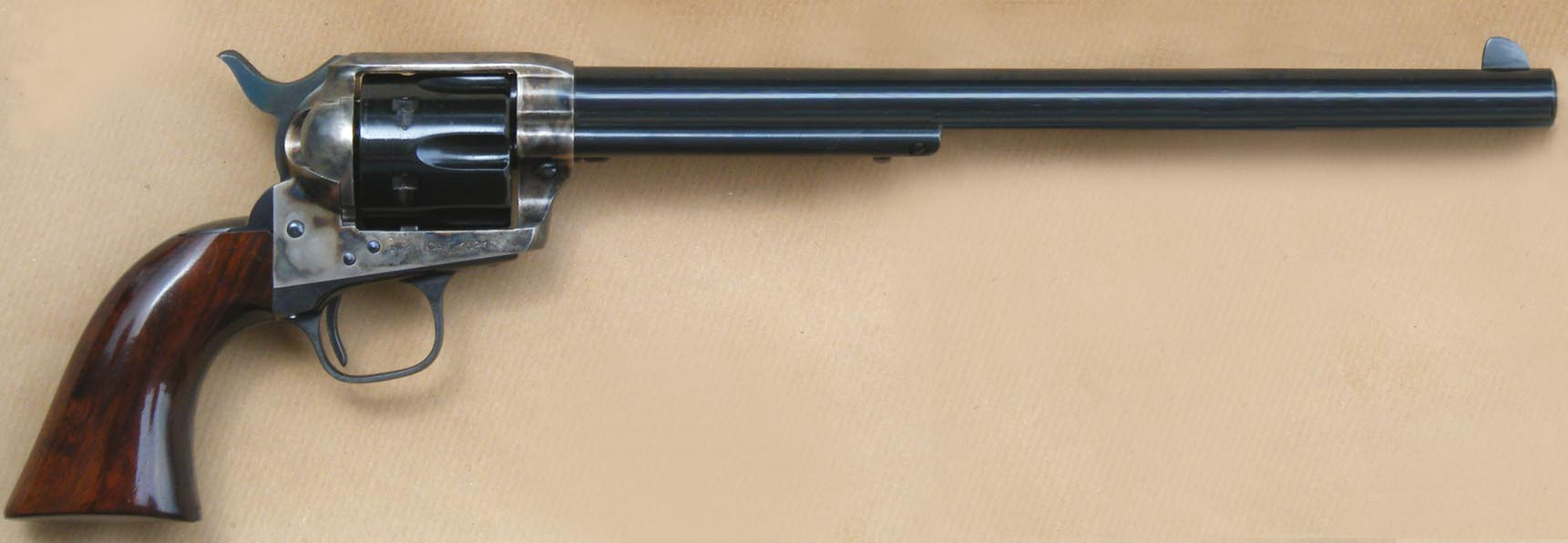
콜트 번틀라인

실제 있었던 O.K. 목장의 결투에서 카우보이를 상대로 총격전을 벌인 법률 집행관 와이어트 어프의 전기를 쓴 스튜어트 N. 레이크는 번틀라인 스페셜 신화가 대중적 인기를 얻게 하였다. 레이크가 1931년 출간한 《와이어트 어프: 개척자 보안관》은 상당 부분 허구가 가미되었는데 어프를 포함한 다섯 명의 법률 집행관이 12인치 총렬로 개조된 기다란 리볼버를 사용한 것으로 묘사되어 있다. 그러나 다른 기록을 볼 때 1881년 10월 26일 벌어진 O.K. 목장의 결투에서 와이어트 어프가 실제 사용한 리볼버는 스미스 & 웨슨의 .44 구경 총열 8 인치 모델이었다.

## 2세대 (1956년 – 1974년)

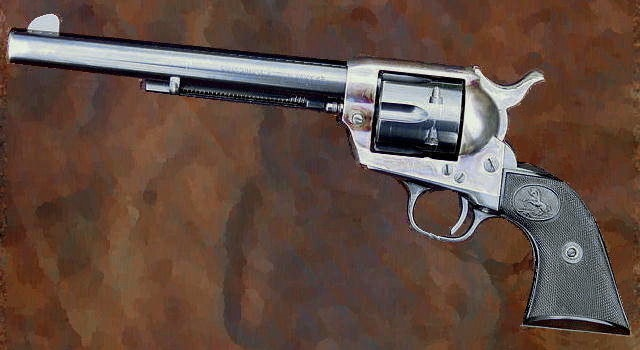
1956년 제작된 2세대 싱글 액션 아미

제2차 세계 대전이 일어나자 콜트는 군수품 공급을 위해 싱글 액션 아미의 생산을 중단하였다. 전쟁이 끝난 뒤에도 콜트는 싱글 액션 아미의 생산을 고려하지 않았는 데, 싱글 액션 아미는 이미 실제 무기로 사용하기엔 너무 구식이었기 때문이다. 그러나 1950년대 텔레비전 드라마에서 서부극 장르가 인기를 끌게 되자 싱글 액션 아미의 재생산 요구가 빗발쳤고 콜트는 1956년 다시 생산을 시작하였다. 이때부터 1974년까지 생산된 것은 이전 버전과 구분하기 위해 2세대 또는 전후 모델이라고 부른다.
2세대 콜트 싱글 액션 아미의 총기 일련 번호는 0001SA에서 시작하여 73,205SA에 이르렀다. 특히 텔레비전 프로그램 《와이어트 어프의 생애와 전설》이 선풍적인 인기를 끌면서 번스타인 스페셜 형태의 싱글 액션 아미가 많이 팔렸다.
1961년에서 1974년 사이 콜트는 존 F. 케네디의 슬로건이었던 "새로운 개척자"(The New Frontier)를 모델명으로 채용한 뉴 프론티어 모델 4천2백 정을 만들었는데, 이 가운데 70 정은 번틀라인 스페셜 형태였다.

## 3세대 (1976년 - 현재)
3세대 콜트 싱글 액션 아미는 1976년 생산을 시작하였다. 3세대의 특징은 총렬 교체용 스레드의 간격을 바꾼 것과 교체가 가능하였던 약실 실린더의 부싱을 고정형으로 바꾼 것이다. 3세대는 이벤트 성격의 한정판으로만 제작되었고 일련번호는 1982년까지 SA80,000에서 SA99,999 사이였다.
한 동안 제작되지 않던 싱글 액션 아미는 1994년 카우보이 사격 대회가 인기를 끌면서 다시 만들게 되었다. 이 버전은 때때로 4세대, 또는 후기 3세대 등으로 불리며 실린더의 부싱을 원래의 교체형으로 제작하였다. 일련번호는 S02001A로 시작하고 첫글자에 "S" 마지막에 "A"를 넣는 이 방식은 2009년까지 고수되었다.
콜트사는 콜트 커스텀 샵(Colt Custom Shop)을 통해 식각 장식이 많이 들어간 번스타인 스페셜과 뉴 프론티어를 팔고 있다. 2010년엔 프론티어 식스슈터를 "리바이벌"하기도 하였다.

## 콜트 카우보이
1999년부터 콜트는 공이가 약실의 탄약통을 격발하는 것을 막는 현대식 안전 장치가 달린 싱글 액션 아미를 제작하고 있다. 다른 부분은 되도록 싱글 액션 아미의 원형을 따른 디자인으로 설계된 이 리볼버는 "콜트 카우보이"라고 불렀다.

## 장식

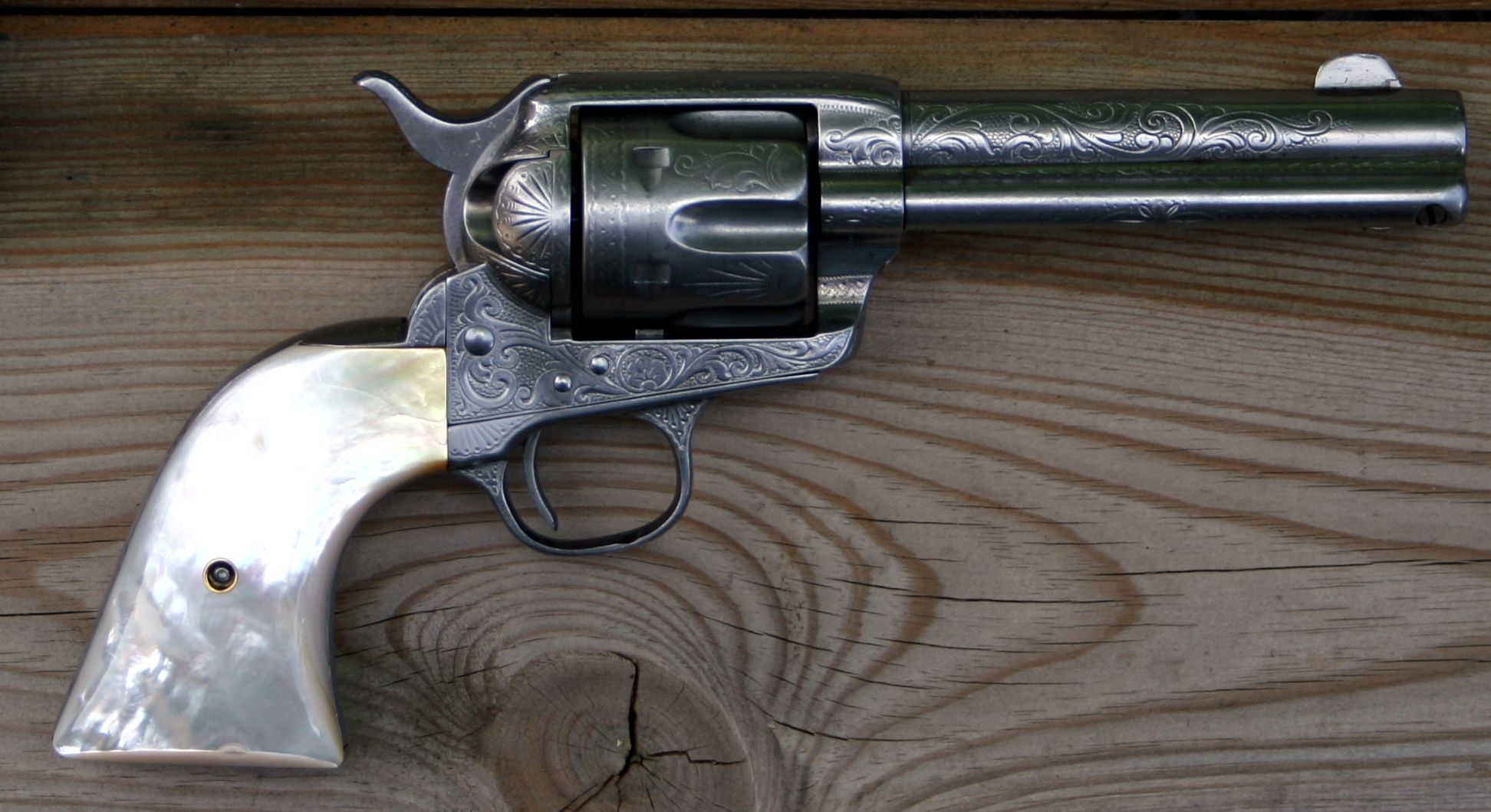
1893년 제작된 식각 문양이 들어간 싱글 액션 아미

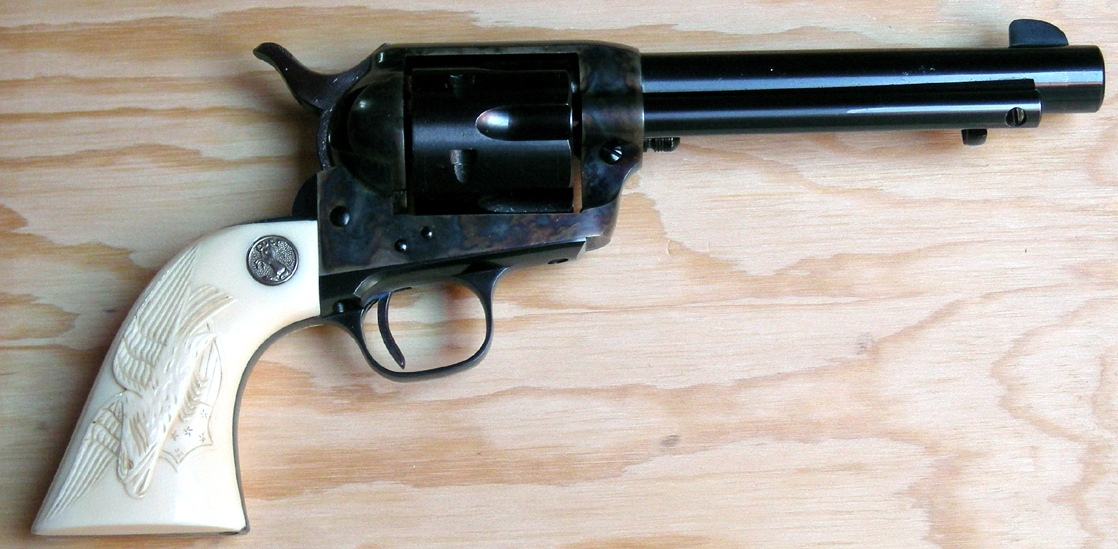
상아로 장식한 1세대 싱글 액션 아미

식각 장식이 들어간 콜트 실글 액션 아미는 1세대의 경우 전체 제작 수량의 1% 정도이다. 드문 수량 때문에 수집가들 사이에서 인기가 높다. 식각 장식 리볼버는 주지사나 기업 대표와 같은 유명인들을 위한 것이 많다. 콜트의 창업자 새뮤얼 콜트는 식각 장식 리볼버를 이런 유명인들에게 샘플로 제공하여 판촉 활동을 벌였다.
콜트는 식각 장식을 위해 많은 장인들을 유럽에서 불러들였다. 구스타프 융, 쿠노 A. 헬프리츠, 루돌프 J. 코른브라트, 루이스 데니얼 님쉬크와 같이 독일 출신의 금세공 또는 은세공 장인들이 많았다. 이들이 만든 식각 장식 리볼버는 상아나 진주 등으로 추가적인 장식을 하기도 하였다.
2세대 콜트 싱글 액션 아미 가운데 개인적인 개조가 아닌 콜트의 공장에서 식각 장식을 한 권총은 400 정 정도이다.

## 작동

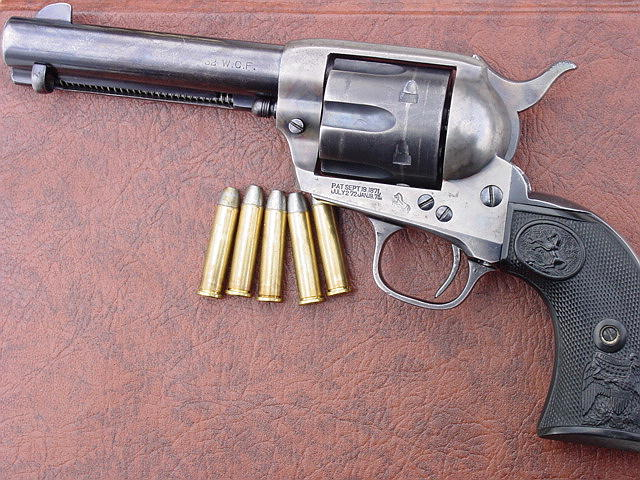
1918년 제작된 .32 구경 싱글 액션 아미

싱글 액션 아미는 이전 제품인 콜트 1871 모델 보다 훨씬 단순하게 작동해서 한 손으로 작동시킬 수 있었다. 나머지 손가락으로 손잡이를 쥔 상태에서 엄지로 공이치기를 뒤로 당기면 약실 실린더가 회전하고 검지로 방아쇠를 당기면 격발된다. 다른 초창기 리볼버와 같이 싱글 액션 아미는 여섯 개의 약실 모두를 장전할 수 있도록 설계되었지만, 실제 사용할 때는 언제나 다섯 발만을 장전하였다. 따로 안전장치가 없었기 때문에 약실 하나를 비워서 공이치기가 실수로 격발하는 사고를 예방하기 위한 것이었다. 장전은 총신 오른쪽에 있는 약실 커버를 들어내고 실린더를 손으로 돌리면서 한 발 씩 밀어 넣는 방식이었다. 공이치기는 반쯤 뒤로 당기면 멈추게 끔 되어 있고 이 상태에서 실린더를 회전 시킬 수 있다. 장전을 다 한 뒤 공이치기를 완전히 뒤로 재꼈다가 빈 약실에 살며시 놓아 오발 사고를 방지하였다.
싱글 액션 방식의 리볼버는 수동으로 격발된다. 한 번 발사 한 뒤 손으로 공이 치기를 뒤로 재끼면 실린더가 시계 방향으로 회전하여 다음 탄을 발사할 위치에 오게 되고 방아쇠를 당기면 다시 격발 된다. 서부 영화에서는 종종 방아쇠를 누른 상태에서 왼손으로 공이치기를 뒤로 당겨 곧바로 다시 격발이 일어나게 하는 속사를 선보였지만, 이 경우 사격의 정확도는 매우 떨어진다. 20세기 초 유명했던 묘기 사격 공연자인 에드 맥기번이 이런 방식의 "패닝"(fanning)을 선보여 유명세를 탔다.
탄환이 발사 된 후 약실엔 탄피가 남는다. 탄피는 총열 아래 장착된 베이스 핀으로 제거하였다. 탄피를 모두 제거하고 약실을 비우면 다시 장전 할 수 있게 된다.

## 구경
콜트 싱글 액션 아미는 다양한 구경의 것이 제작되었는데 그때 그때 수요를 반영하였기 때문이다. 1878년 민수용과 외국 군용으로 제작된 싱글 액션 아미는 .44-40 윈체스터 중앙 격발식 탄을 사용할 수 있도록 제작된 것이 가장 많았는데 당시 선풍적인 인기를 누렸던 윈체스터 라이플과 탄을 공유할 수 있었기 때문이다. 이 외에도 1884년의 .38-40 윈체스터, .32-20 윈체스터와 같이 윈체스터 라이플과 탄약통을 공유할 수 있는 모델이 계속 생산되었다. 1885년에는 .41 롱 콜트를 사용하는 리볼버를 생산하였고, 1887년에는 .38 롱 콜트를 사용하는 것도 제작되었다. 영국에서 스포츠 사격용으로 사용하기 위해 영국 표준에 맞추어 제작된 비슬리 모델과 같은 것도 있다. 구경을 극도로 줄인 .22 림파이어 버전은 20세기 후반까지도 척후병 용으로 사용되었다.

### .45 구경

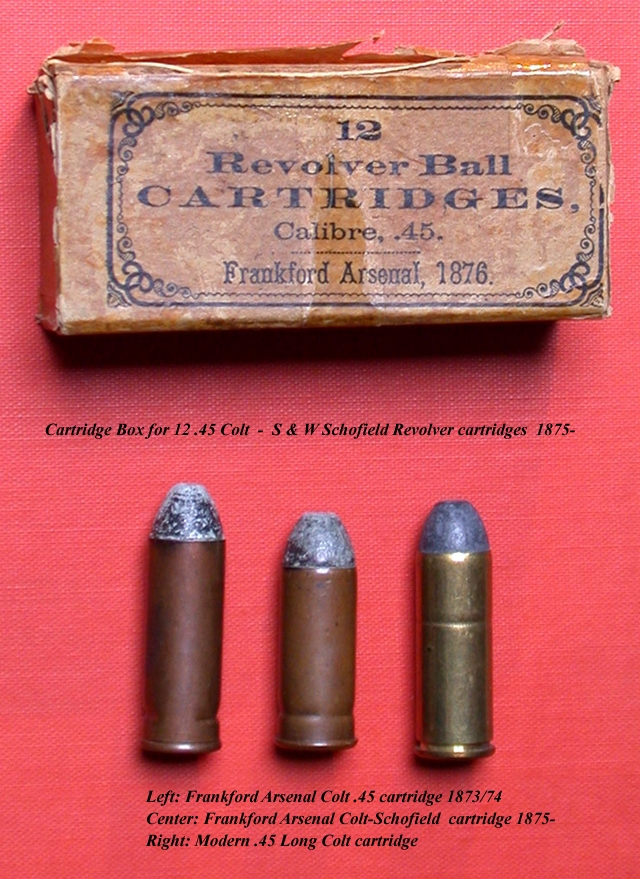
.45 콜트 카트리지

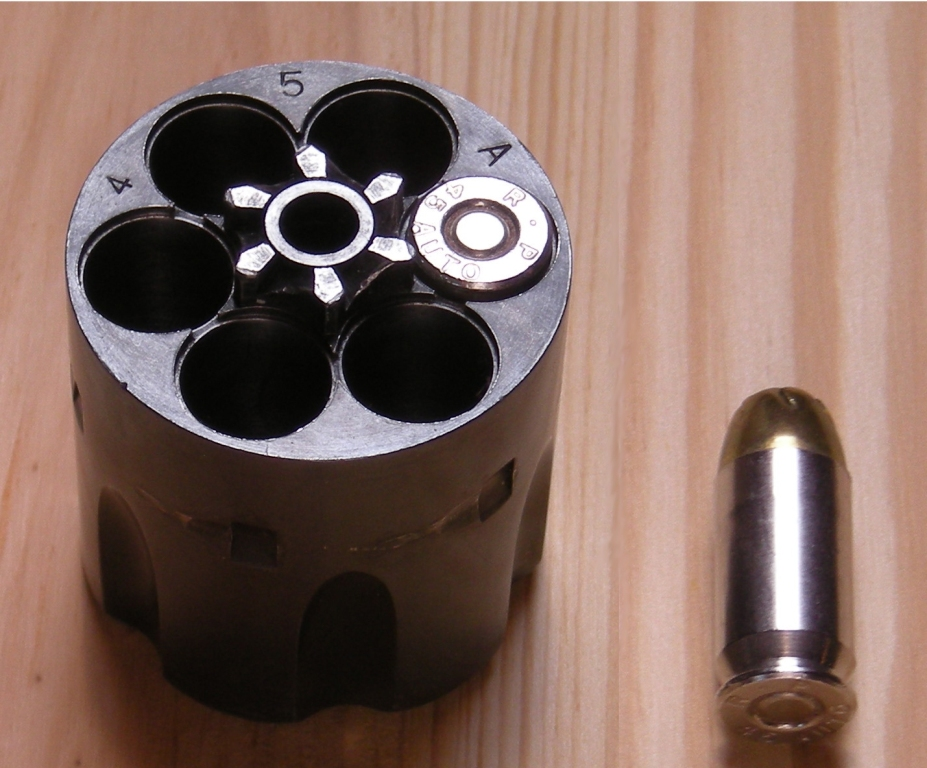
싱글 액션 아미 .45 구경 실린더

1872년 정부의 요청으로 개발에 착수한 첫 싱글 액션 아미 모델은 .44 아메리칸 탄을 사용하도록 제작되었다. 당시 이미 실전에 배치되어 있던 스미스 & 웨슨 모델 3가 이 탄을 사용하고 있었기 때문이다. 시제품의 성능을 시험한 뒤 콜트사는 정부에 성능 향상을 위해선 .45 구경의 탄이 필요하다고 건의하였고 이에 따라 양산 제품은 .45 구경이 되었다. 1873년 콜트는 싱글 액션 아미의 전용 탄으로 구리 탄피에 30 그레인 (1.9 g)의 흑색 화약을 담고 250 그레인 (16 g)의 탄두를 장착한 "콜트 리볼버 카트리지"를 선보였다. 1875년 콜트 카트리지는 스코필드 리볼버에도 사용할 수 있도록 보다 짧은 탄약통으로 바뀌어 화약은 28 그레인 (1.8 g)로 탄약은 230 그레인 (15 g)으로 줄어들었다.
애초의 .45 콜트 탄약통은 40 그레인의 탄약과 250-255 그레인의 탄두를 장착할 수 있었고 이렇게 가장 큰 위력을 발휘하도록 하여 발사하면 평균 970 피트 매 초 (300 m/s)의 발사 속도를 보였다. 2002년 총열 길이 7+1⁄2 인치의 기병대 모델을 가지고 한 실험에서 최대 발사 속도는 1,000 피트 매 초 (300 m/s)에 달했는데, 이 실험은 오늘날 제작되는 화약량을 조절할 수 없는 밀봉형 탄을 가지고 한 것이어서 최대 장약량인 40 그레인에 미치는 못하였음에도 대단한 위력을 보였다. 무연 화약을 사용하는 20세기의 255-그레인 (16.5 g) 라우드 노즈 플랫 포인트 탄환의 경우 발사 속도는 870 피트 매 초 (270 m/s) 정도로 429-foot-pound-force (582 J)의 에너지를 전달한다.
싱글 액션 아미가 실제 사용되었을 당시에는 흑색 화약만 사용했기 때문에 약실 실린더 역시 이에 맞추어 제작되었다. 현대의 무연 화약을 사용하는 탄약통은 보다 강력한 힘을 내지만 약실 실린더에 무리한 압력을 가하게 된다.
같은 .45 구경이라고 하더라도 2차 대전 이전의 것은 지름 .454 인치이고 전후 모델의 것은 .452 인치로 약간 다르다.

## 영향

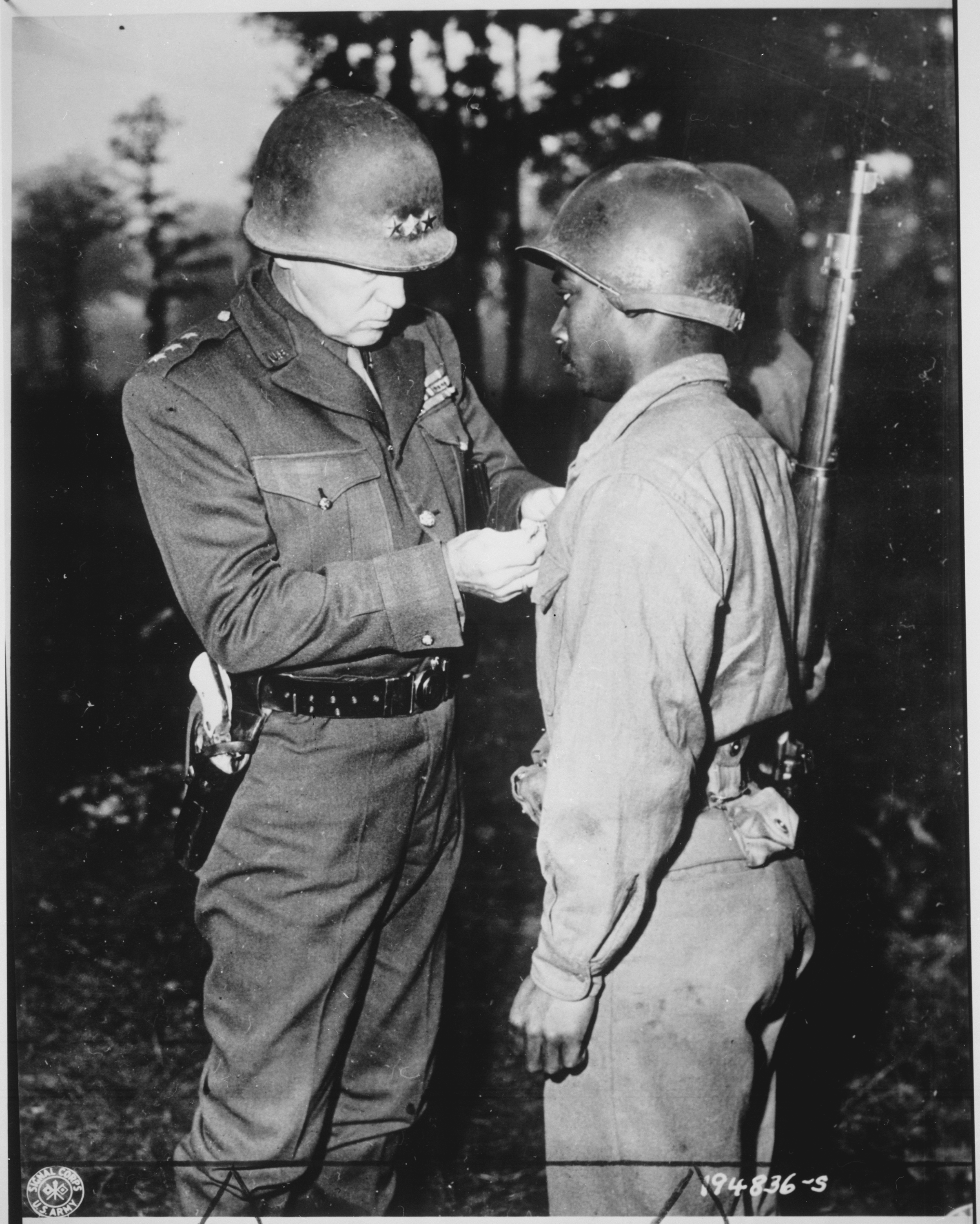
조지 S. 패튼이 상아로 장식된 피스메이커를 차고 있다.

콜트 싱글 액션 아미는 강한 위력과 편리한 사용 방법 때문에 20세기에 들어서도 여전히 사용되었다. 게다가 대중의 서부 개척 시대에 대한 낭만주의적인 인식으로 꾸준한 인기를 누렸고 묘기 사격을 펼치는 공연가나 수집가들의 수요도 많았다. 실제 말을 타는 기병대에서 군복무 경력을 시작한 조지 S. 패튼은(미국 기병대 는 20세기에 들어 기갑 부대로 바뀌었다.) 상아로 된 손잡이에 식각 장식이 들어간 콜트 싱글 액션 아미를 늘 지니고 다녀 그의 "트레이드 마크"가 되었다.
20세기 이후 보다 성능 좋은 총기가 보급되면서 "피스메이커"는 실제 총기로서의 가치는 상실되었지만 21세기에 들어서도 수집가의 소장품으로 여전히 가치가 높다.
2차 대전이 끝난 뒤 콜트는 싱글 액션 아미의 생산을 재개할 의사가 없었지만, 서부 시대에 대한 문화적 인기는 여전했다. 1953년 윌리엄 R. 윌슨은 로스 앤젤레스에 그레이트 웨스턴 암스 컴퍼니를 차리고 콜트 싱글 액션 아미의 복제품을 만들어 팔았다. 지금은 베레타에 합병된 이탈리아의 총기 회사 우베르티 역시 원본에 가까운 복제품을 2017년까지 제작하였다.
콜트 싱글 액션 아미는 존 라이너버프, 프리덤 암스, 루거, 키메론 파이어암스와 같은 총기제작자들에게 큰 영향을 주었다.
2010년 애리조나 주립 라이플 및 피스톨 협회는 여론 조사를 통해 콜트 싱글 액션 아미를 주의 공식 총기로 선정하였고 애리조나 주의회의 승인을 얻어 공식 총기로 지정되었다. 미국에수 주의 공식 총기가 지정된 곳은 애리조나와 유타 두 주가 있다. 유타의 공식 총기는 콜트 M1911이다.

## 같이 보기
- 리볼버

## 참고 문헌
- Adler, Dennis (2008). 《Colt Single Action: From Patersons to Peacemakers》. Edison, New Jersey: Chartwell Books. ISBN 978-0-7858-2305-6.
- Flayderman, Norm (2001). 《Flayderman's Guide to Antique American Firearms... and Their Values》. Iola, WI: Krause Publications. ISBN 0-87349-313-3.
- McGivern, Ed (2007). 《Ed McGivern's Book of Fast and Fancy Revolver Shooting》. Skyhorse Publishing Inc. ISBN 978-1-60239-086-7.
- Sapp, Rick (2007). 《Standard Catalog of Colt Firearms》. F+W Media, Inc. ISBN 978-0-89689-534-8.
- Smith, WHB (1968). 《Book of Pistols and Revolvers》. Harrisburg, PA: Stackpole Books.
- Taffin, John (2002). 《Big Bore Handguns》. Iola, WI: Krause Publications. ISBN 978-0-87349-463-2.
- Taffin, John (2005). 《Single Action Sixguns》. Krause Publications. ISBN 978-0-87349-953-8.
- Wilson, R.L. (1979). 《Colt Heritage: The Official History of Colt Firearms from 1836 to the Present》. New York City: Jane's Information Group. ISBN 978-0-7106-0004-2.
- Wilson, R.L. (1985). 《Colt: An American Legend》. New York City: Abbeville Press. ISBN 978-0-89660-011-9.
- Wilson, R.L. (1992). 《Peacemakers: Arms and Adventure in the American West》. Edison, New Jersey: Chartwell Publications. ISBN 978-0-7858-1892-2.
- Wilson, R.L. (1995). 《Steel Canvas: The Art of American Arms》. Chartwell Books. ISBN 0-7858-1891-X.